# Kärra naturreservat
Kärra är ett naturreservat i Tanums socken i Tanums kommun i Bohuslän.

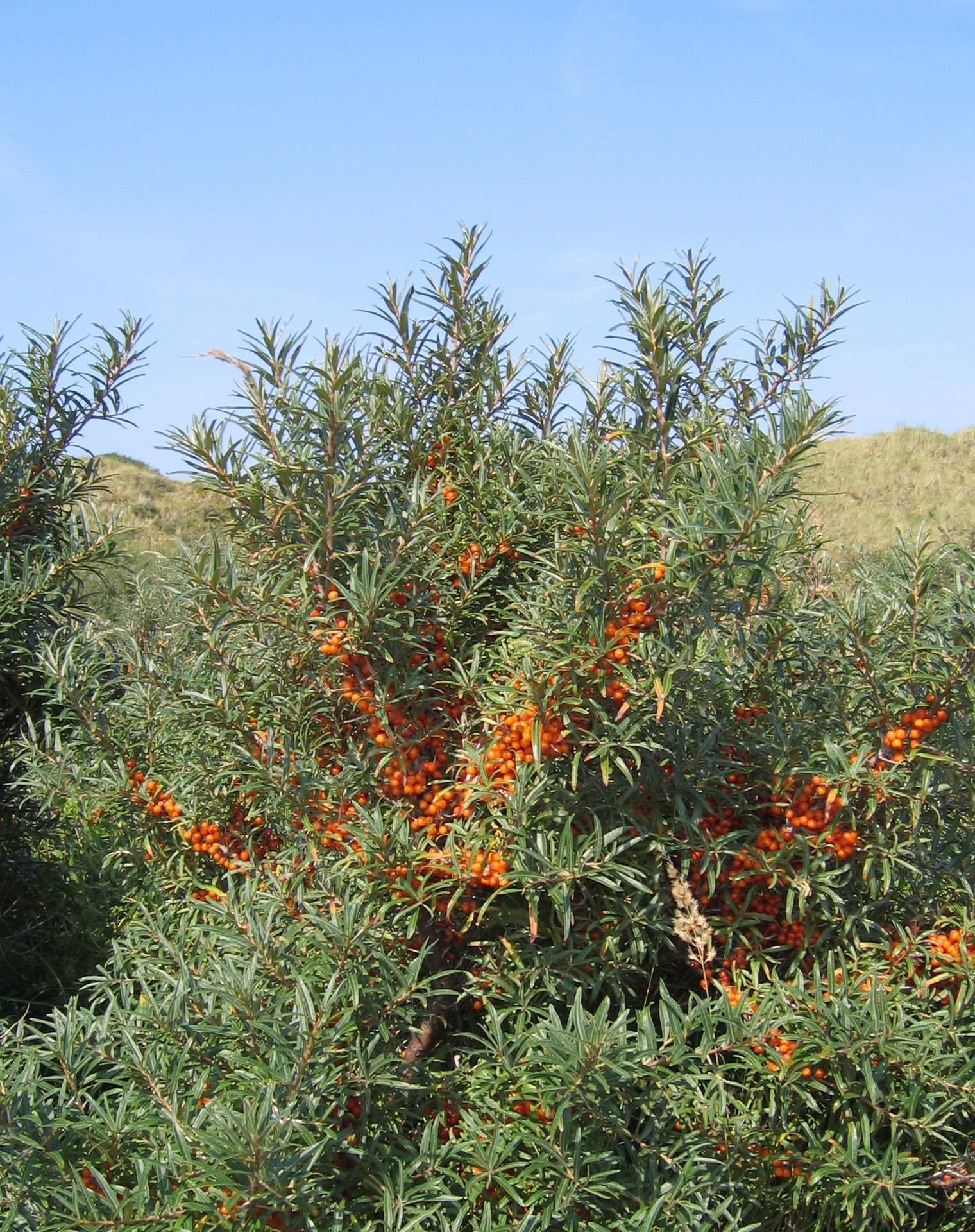
Havtorn

Området avsattes som naturreservat 1972. Det omfattar 4 hektar och är beläget mellan Grebbestad och Tanumshede, strax söder om Tanums järnvägsstation.  
Reservatet utgörs av en brant skogbeväxt ostsluttning, förmodligen med skalgrusunderlag.
Där växer sällsynta arter som havtorn, skogsklocka och skogskornell. Det finns även blåsippa, tallört, hårstarr och gullviva samt smärre mattor och fläckar av mjölon och ljung. I sluttningen växer tall, björk och gran.